# Tony Tuzzolino
Tony Tuzzolino (nar. 9. října 1975, Buffalo, New York, USA) je profesionálním hokejistou. Hraje na pozici středního útočníka, střílí pravou rukou. Měří 189 cm, váží 91 kg.
V roce 1994 byl draftován týmem Québec Nordiques v pátém kole celkově jako 113. v pořadí. Získal tak možnost zahrát si ve slavné NHL. Za tento tým ale ani v jednom utkání nenastoupil, premiéru v nejslavnější hokejové lize na světě si odbyl až v sezóně 1997/1998 za tým Mighty Ducks of Anaheim. Bylo to také jediné utkání, které za „mocné kačery“ odehrál. Potom si musel počkat až do ročníku 2000/2001, odehrál šest utkání za tým New York Rangers. V následujícím ročníku ještě nastoupil ve dvou zápasech za Boston, potom si už zahrál pouze v nižších ligách. V sezóně 2003/2004 odešel z Ameriky do Evropy, kde se usadil v Itálii. V italské lize během tří sezón vystřídal dresy tří týmů: Asiaga, HC Bolzana a SG Cortiny. V roce 2006 reprezentoval Itálii na ZOH v Turíně.